# Келлогг, Джон
Джон Келлогг (англ. John Kellogg), имя при рождении Джайлс Вернон Келлогг-младший (англ. Giles Vernon Kellogg, Jr.; 3 июня 1916 — 22 февраля 2000) — американский актёр театра, кино и телевидения, более всего известный по ролям в фильмах 1940-50-х годов.
На протяжении карьеры Келлог неоднократно менял своё имя и среднее имя, а также инициалы, сохраняя при этом фамилию. В конце 1930-х годов он был известен как Джайлс Келлогг (англ. Giles Kellogg) и Джайлс В. Келлогг (англ. Giles V. Kellogg), где «В.» подразумевало «Вернон». Позднее, когда он стал играть регулярно, он сменил имя на Джон Келлогг (англ. John Kellogg), иногда Джон Дж. Келлогг (англ. John G. Kellogg), где «Дж.» подразумевало «Джайлс».
Среди наиболее значимых фильмов с участием Келлогга — «Гордость янки» (1942), «Тридцать секунд над Токио» (1944), «Прогулка под солнцем» (1945), «Странная любовь Марты Айверс» (1946), «Где-то в ночи» (1946), «Вертикальный взлёт» (1949), «Дом незнакомцев» (1949), «Насаждающий закон» (1951) и «Пресловутое ранчо» (1952).

## Ранние годы жизни и театральная карьера
Джон Келлогг родился 3 июня 1916 года в Голливуде. После окончания школы в Беверли-Хиллс он работал на автозаправочной станции, по вечерам посещая занятия по драматическому искусству. Как отмечает историк кино Карен Хэннсберри, «после неудачных попыток найти работу на местных студиях Келлогг автостопом добрался до Нью-Йорка, где поселился в комнате вместе с актёром, впоследствии известным как Том Дрейк».
По словам Хэннсберри, первый прорыв в актёрской карьере Келлогга наступил, когда он стал выступать в Кохассетте, Массачусетс, в летнем театре под названием South Shore Players. Один из скаутов знаменитой труппы братьев Шубертов по поиску талантов заметил его игру, и вскоре Келлогг получил главную роль в спектакле «Честное слово». Хотя шоу быстро закрылось, актёр вскоре получил роли в таких постановках, как «Танцевальная ночь» и «Побег ночью» (1938), а также долго играл на гастролях в военной комедии «Брат крыса». Его игра в главной мужской роли в последнем спектакле привела к его переходу в Голливуд.

## Карьера в кино
Первыми работами Келлогга в кино были роли в мелодраме студии Twentieth Century Fox «Старшая школа» (1940) о фермерской девушке, прибывшей в большой город, а также в биографическом фильме студии Metro-Goldwyn-Mayer «Молодой Том Эдисон» (1940). В 1941 году Келлог сыграл репортёра в фильме нуар «Среди живущих» (1941), а также в небольших ролях в боксёрской саге «Нокаут» (1941) с Артуром Кеннеди на студии Warner Bros, первоклассной комедии Эрнста Любича «Быть или не быть» (1942) на United Artists и в спортивном биопике «Гордость янки» (1942) с Гэри Купером в роли знаменитого бейсболиста Лу Герига на RKO Pictures.
В 1943 году работу Келлогга прервала служба в вооружённых силах во время Второй мировой войны. Отслужив два года в корпусе морской пехоты, Келлогг вернулся в Голливуд для серии фильмов, среди них «Тридцать секунд над Токио» (1944), где он сыграл краткую роль лётчика транспортной авиации, и «Прогулка под солнцем» (1945) с Дэной Эндрюсом, действие которого происходит в Италии.
После небольших ролей газетчиков в романтических комедиях «Безоговорочно» (1946) с Клодетт Кольбер и Джоном Уэйном на RKO и «Неожиданно, это весна» (1947) с Фредом Макмюрреем и Полетт Годдар на Paramount Pictures последовали криминальная мелодрама «Станция Вест» (1948) с Диком Пауэллом и Джейн Грир в роли управляющей старой игровой точкой на Западе, хитовый военный фильм «Вертикальный взлёт» (1949) с Грегори Пеком, а также историческая костюмированная мелодрама «Самсон и Далила» (1949) с Виктором Мэтьюром и Хейди Ламарр.

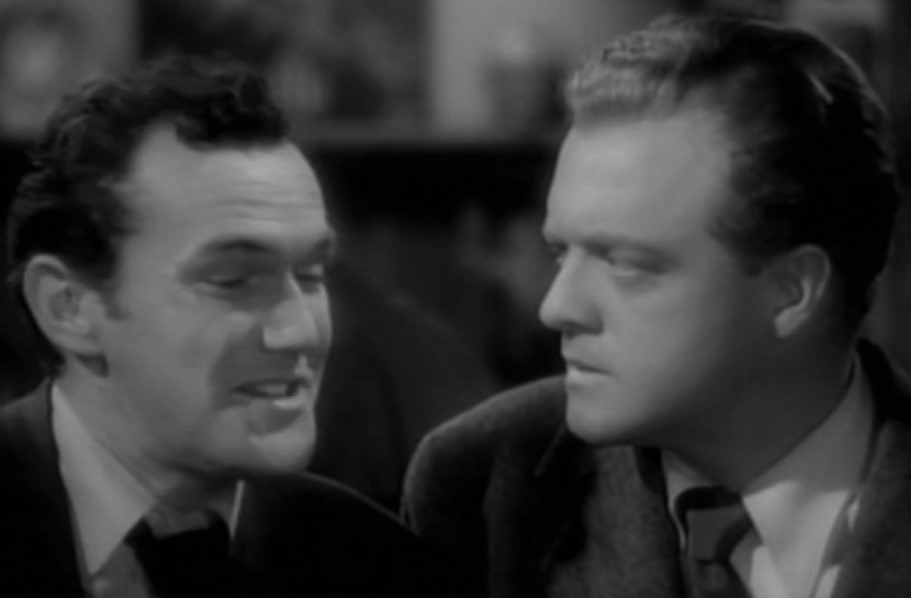
Джон Келлогг и Ван Хефлин в фильме «Странная любовь Марты Айверс» (1946)

Также в этот период Келлогг сыграл в нескольких фильмах нуар, среди них «Где-то в ночи» (1946), «Странная любовь Марты Айверс» (1946), «Джонни О’Клок» (1947), «Из прошлого» (1947), «Гангстер» (1947), «Дом незнакомцев» (1949) и «Насаждающий закон» (1951). Как отмечает Хэннсберри, наряду с ролями опасных мелких бандитов, которых он сыграл в «Гангстере» и «Насаждающем закон», лучшей нуаровой ролью Келлогга была роль в фильме «Джонни О’Клок», где он был Чарли, «верным подручным заглавного персонажа, который оказывается не таким уж верным». В своей лучшей сцене О’Клок спрашивает Чарли, почему он его выдал, на что тот страстно восклицает: «А почему нет? У Джонни О’Клока девочки, у Джонни О’Клока костюмы. „А вот тебе мальчик Чарли косточка, вот рубашка, вот кровать“. А если заходит коп, кто попадается в первую очередь? Чарли. Где Джонни О’Клок? Там где он всегда — в поисках себя. Я любил тебя — и я продал тебя тому, который сделает мне больше хорошего».
В 1950-е годы Келлогг сыграл пронырливого газетного репортёра в нуаровой мелодраме «Завтра будет новый день» (1951) с Рут Роман и Стивом Кокраном в роли пары влюблённых в бегах, после чего появился в драме «Давай наполни чашу» (1951) с выдающейся игрой Джеймса Кэгни в роли спивающегося газетного репортёра, вестерне Фритца Ланга «Пресловутое ранчо» (1952) с участием Марлен Дитрих, а также в цирковой феерии Сесиля Де Милля «Величайшее шоу на Земле» (1952) с такими звёздами, как Чарльтон Хестон, Корнел Уайлд, Глория Грэм, Джеймс Стюарт, Бетти Хаттон и Дороти Ламур.
Келлогг продолжал работать в кино вплоть до 1980-х годов, когда сыграл роль отца героини (Сисси Спейсек) в мелодраме «Синие фиалки» (1986), а также в хорошей драме «Сироты» (1987) с Мэтью Модином и Кевином Андерсоном в ролях братьев-сирот.

## Карьера на телевидении

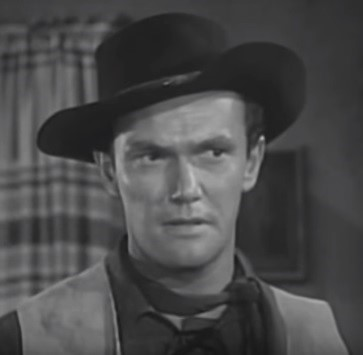
Джон Келлогг в телесериале «Одинокий рейнджер» (1949)

Как отметила Хэннсберри, со второй половины 1950-х годов объём работы Келлогга в кино резко упал, так как он плотно сконцентрировал свою деятельность на телевидении, где дебютировал ещё в 1949 году, сыграв гостевую роль в «Одиноком рейнджере» (1949).
Начиная с 1950-х годов, актёр играл в таких популярных телесериалах, как «Приключения Супермена» (1952-53, 3 эпизода), «Маверик» (1961), «Неприкасаемые» (1962, 3 эпизода), «Дымок из ствола» (1962-69, 6 эпизодов), «Бонанза» (1963-68, 5 эпизодов), «Сансет-стрип, 77» (1963), «За гранью возможного» (1964), «Час Альфреда Хичкока» (1964), «Беглец» (1964), «Виргинец» (1964-69, 4 эпизода), «Захватчики» (1968), «Коджак» (1977) и многих других.
В сезоне 1966-67 годов Келлогг был плохим парнем Джеком Чандлером в 45 эпизодах хитовой мыльной оперы «Пейтон-Плейс». Как отмечено в биографии актёра на сайте Turner Classic Movies, «проработав до довольно поздних лет, Келлогг был всё ещё бодрым, когда сыграл несчастного пациента в четырёх эпизодах медицинской теледрамы „Сент-Элсвер“ (1987)».
Кроме того, Келлогг сыграл в нескольких телефильмах, среди них «Полёт в судный день» (1966), «Тишина» (1975) и «Слепое правосудие» (1986). Последний раз Келлогг появился на экране в телефильме «Якова я возлюбил» (1989).

## Актёрское амплуа
Хэл Эриксон описал Келлогга как «красивого и достаточно надёжного актёра для ролей второго плана, но не вполне соответствующего уровню звезды. Получив богатый опыт работы в театрах Новой Англии и сыграв главную роль в своём единственном и неудачном бродвейском спектакле, Келлогг в течение долгого времени с успехом играл на гастролях главную роль в военной комедии „Брат Крыса“».
В конце 1930-х годов Келлогг перешёл в кино, где сыграл почти в 70 фильмах, среди них военная комедия «Быть или не быть» (1942), военная драма «Тридцать секунд над Токио» (1944), фильмы нуар «Странная любовь Марты Айверс» (1946), «Из прошлого» (1947), «Дом незнакомцев» (1949) и «Насаждающий закон» (1951). Келлогг также сыграл в трёх фильмах, которые были номинированы на премию «Оскар» — «Гордость янки» (1942), «Вертикальный взлёт» (1952) и «Величайшее шоу мира» (1952), при чём последний фильм получил эту награду.

## Личная жизнь
Келлогг был женат дважды, оба брака закончились разводом. В 1947 году он попал в газетные заголовки, когда его арестовали по обвинению в тяжком избиении жены.
В 1952 году имя Келлогга оказалось в газетных заголовках, когда обе его бывшие жены, актриса Линда Брент и певица Хелен Ширли Келлогг обвинили его в неуплате алиментов и выплат на содержание детей. Хотя актёр протестовал, что удостоился «слишком большого внимания для человека с 13 центами в кармане», Келлогга приговорили в 5-дневному тюремному заключению.

## Смерть
После выхода на пенсию Джон Келлогг прожил ещё более десяти лет. Он умер 22 февраля 2000 года от осложнений, связанных с болезнью Альцгеймера. У него осталось трое детей — Шерон, Шерил и Стивен.

## Фильмография
| Год       |     | Русское название                     | Оригинальное название               | Роль                                              |
| --------- | --- | ------------------------------------ | ----------------------------------- | ------------------------------------------------- |
| 1940      | ф   | Старшая школа                        | High School                         | Томми Ли                                          |
| 1940      | ф   | Молодой Том Эдисон                   | Young Tom Edison                    | Билл Эдисон                                       |
| 1940      | кор | Рад встрече                          | Pleased to Mitt You                 | Диггинс (в титрах не указан)                      |
| 1940      | ф   | Дама моряка                          | Sailor's Lady                       | моряк (в титрах не указан)                        |
| 1940      | ф   | Вчерашние герои                      | 1940Yesterday's Heroes              | продавец билетов (в титрах не указан)             |
| 1941      | ф   | Монстр и девушка                     | The Monster and the Girl            | начинающий репортёр (в титрах не указан)          |
| 1941      | ф   | Нокаут                               | Knockout                            | Мёрфи, боец (в титрах не указан)                  |
| 1941      | ф   | Город мафии                          | Mob Town                            | Брик (в титрах не указан)                         |
| 1941      | ф   | Среди живущих                        | Among the Living                    | репортёр (в титрах не указан)                     |
| 1941      | ф   | Тихоокеанское затмение               | Pacific Blackout                    | сержант артиллеристов (в титрах не указан)        |
| 1942      | ф   | Капитаны облаков                     | Captains of the Clouds              | лётчик Лоуренс (в титрах не указан)               |
| 1942      | ф   | Быть или не быть                     | To Be or Not to Be                  | польский лётчик (в титрах не указан)              |
| 1942      | ф   | Гордость янки                        | The Pride of the Yankees            | член братства (в титрах не указан)                |
| 1944      | ф   | Крыло и молитва                      | Wing and a Prayer                   | ассистент воздушного офицера (в титрах не указан) |
| 1944      | ф   | Тридцать секунд над Токио            | Thirty Seconds Over Tokyo           | пилот транспортного самолёта (в титрах не указан) |
| 1945      | ф   | Малиновая канарейка                  | The Crimson Canary                  | Киз                                               |
| 1945      | ф   | Прогулка под солнцем                 | A Walk in the Sun                   | Риддл                                             |
| 1945      | ф   | Главная улица после заката           | Main Street After Dark              | солдат, помогающий полиции (в титрах не указан)   |
| 1946      | ф   | Без оговорок                         | Without Reservations                | репортёр (в титрах не указан)                     |
| 1946      | ф   | Где-то в ночи                        | Somewhere in the Night              | медицинский работник (в титрах не указан)         |
| 1946      | ф   | Странная любовь Марты Айверс         | The Strange Love of Martha Ivers    | Джо (в титрах не указан)                          |
| 1947      | ф   | Джонни О'Клок                        | Johnny O'Clock                      | Чарли                                             |
| 1947      | ф   | Тринадцатый час                      | The Thirteenth Hour                 | Чарли Кук                                         |
| 1947      | ф   | Мистер окружной прокурор             | Mr. District Attorney               | Францен                                           |
| 1947      | ф   | Король диких лошадей                 | King of the Wild Horses             | Дэнни Таггерт                                     |
| 1947      | ф   | Техасский Робин Гуд                  | Robin Hood of Texas                 | Ник                                               |
| 1947      | ф   | Гангстер                             | The Gangster                        | Стерлинг                                          |
| 1947      | ф   | Из прошлого                          | Out of the Past                     | Лу Бейлорд (в титрах не указан)                   |
| 1947      | ф   | Убийца Маккой                        | Killer McCoy                        | Свенгросс, игрок в бильярд (в титрах не указан)   |
| 1948      | ф   | Следователь секретной службы         | Secret Service Investigator         | Бенни Диринг                                      |
| 1948      | ф   | Зловещее путешествие                 | Sinister Journey                    | Ли Гарвин                                         |
| 1948      | ф   | Ответный удар                        | Fighting Back                       | Сэм Лэнг                                          |
| 1948      | ф   | Станция Вест                         | Station West                        | Бен                                               |
| 1949      | ф   | Негодяи из Томбстоуна                | Bad Men of Tombstone                | Кёрли                                             |
| 1949      | ф   | Держите этого ребёнка!               | Hold That Baby!                     | Мейсон                                            |
| 1949      | ф   | Порт Нью-Йорка                       | Port of New York                    | Ленни                                             |
| 1949      | ф   | Вертикальный взлёт                   | Twelve O'Clock High                 | майор Кобб                                        |
| 1949      | с   | Одинокий рейнджер                    | The Lone Ranger                     | 1 эпизод                                          |
| 1949      | ф   | Дулинсы из Оклахомы                  | The Doolins of Oklahoma             | горожанин (в титрах не указан)                    |
| 1949      | ф   | Дом незнакомцев                      | House of Strangers                  | Дэнни (в титрах не указан)                        |
| 1950      | ф   | Команда по борьбе с мошенничествами  | Bunco Squad                         | Фред Рид                                          |
| 1950      | ф   | Канзасские рейдеры                   | Kansas Raiders                      | главарь Ред Лег                                   |
| 1950      | ф   | Выследить человека                   | Hunt the Man Down                   | Керри «Лефти» Макгуайр                            |
| 1950      | ф   | История Дюпона                       | The Du Pont Story                   | Джон (в титрах не указан)                         |
| 1950      | кор | Трава всегда зеленее                 | The Grass Is Always Greener         | Кёрли                                             |
| 1951      | ф   | Насаждающий закон                    | The Enforcer                        | Винс                                              |
| 1951      | ф   | Завтра будет новый день              | Tomorrow Is Another Day             | Дэн Монроу                                        |
| 1951      | ф   | Налей еще                            | Come Fill the Cup                   | Дон Белл                                          |
| 1951      | ф   | Бегство слонов                       | Elephant Stampede                   | Боб Уоррен                                        |
| 1951      | с   | Время голливудского театра           | Hollywood Theatre Time              | 1 эпизод                                          |
| 1952      | ф   | Величайшее шоу мира                  | The Greatest Show on Earth          | Гарри                                             |
| 1952      | ф   | Пресловутое ранчо                    | Rancho Notorious                    | Джефф Фактор                                      |
| 1952      | ф   | Реактивная работа                    | Jet Job                             | Алвин Финчон                                      |
| 1952      | ф   | Налётчики                            | The Raiders                         | Джек Уелч                                         |
| 1952      | с   | Неожиданное                          | The Unexpected                      | 2 эпизода                                         |
| 1952—1953 | с   | Бостонский Блэки                     | Boston Blackie                      | 2 эпизода                                         |
| 1952—1953 | с   | Приключения Супермена                | Adventures of Superman              | 3 эпизода                                         |
| 1953      | ф   | Серебряный кнут                      | The Silver Whip                     | Слейтер                                           |
| 1953      | ф   | Сражающийся маршал                   | Fighting Lawman                     | Лем Слейд, он же Сэм Логан                        |
| 1953      | ф   | Эти рыжие из Сиэтла                  | Those Redheads from Seattle         | Майк Юркил                                        |
| 1953      | с   | Кавалькада Америки                   | Cavalcade of America                | 2 эпизода                                         |
| 1953      | с   | Твоя любимая история                 | Your Favorite Story                 | 1 эпизод                                          |
| 1954      | ф   | Горилла на свободе                   | Gorilla at Large                    | Морс                                              |
| 1954      | с   | Святая святых                        | Inner Sanctum                       | 2 эпизода                                         |
| 1954—1957 | с   | Важный материал                      | The Big Story                       | 4 эпизода                                         |
| 1955      | ф   | Охота на человека в Африке           | African Manhunt                     | сержант Джед Дровер                               |
| 1956      | с   | Театр Этель Бэрримор                 | Ethel Barrymore Theater             | 1 эпизод                                          |
| 1956      | с   | Первая студия                        | Studio One                          | 2 эпизода                                         |
| 1956—1958 | с   | Театр от «Армстронг»                 | Armstrong Circle Theatre            | 3 эпизода                                         |
| 1957      | ф   | На окраине города                    | Edge of the City                    | детектив                                          |
| 1957      | с   | Роберт Монтгомери представляет       | Robert Montgomery Presents          | 1 эпизод                                          |
| 1957—1958 | с   | Ловушка                              | Decoy                               | 2 эпизода                                         |
| 1958      | с   | Телевизионный театр от «Крафт»       | Kraft Television Theatre            | 1 эпизод                                          |
| 1958      | с   | Правдивая история                    | True Story                          | 1 эпизод                                          |
| 1959      | с   | Последняя черта                      | Deadline                            | 2 эпизода                                         |
| 1960      | с   | Театр Зейна Грея                     | Zane Grey Theater                   | 1 эпизод                                          |
| 1960      | с   | Чёрное седло                         | Black Saddle                        | 1 эпизод                                          |
| 1960      | с   | Тейт                                 | Tate                                | 1 эпизод                                          |
| 1960      | с   | Натянутый канат                      | Tightrope                           | 1 эпизод                                          |
| 1960      | с   | Шаг за грань                         | One Step Beyond                     | 1 эпизод                                          |
| 1960      | с   | Ларами                               | Laramie                             | 1 эпизод                                          |
| 1960      | с   | Гавайский глаз                       | Hawaiian Eye                        | 1 эпизод                                          |
| 1960      | с   | Шоу Барбары Стэнвик                  | The Barbara Stanwyck Show           | 1 эпизод                                          |
| 1960      | с   | Мистер Гарланд                       | Mr. Garlund                         | 1 эпизод                                          |
| 1960—1961 | с   | Дилижанс на Запад                    | Stagecoach West                     | 2 эпизода                                         |
| 1961      | ф   | Нагими мы приходим в этот мир        | Go Naked in the World               | Кобби, детектив гостиницы                         |
| 1961      | с   | Ревущие 20-е                         | The Roaring 20's                    | 1 эпизод                                          |
| 1961      | с   | Случай опасного Робина               | The Case of the Dangerous Robin     | 1 эпизод                                          |
| 1961      | с   | Цель - коррупционеры                 | Target: The Corruptors              | 1 эпизод                                          |
| 1961      | с   | Маверик                              | Maverick                            | 1 эпизод                                          |
| 1961      | с   | Представитель закона                 | Lawman                              | 2 эпизода                                         |
| 1962      | ф   | Осужденные 4                         | Convicts 4                          | надсмотрщик                                       |
| 1962      | с   | Святые и грешники                    | Saints and Sinners                  | 1 эпизод                                          |
| 1962      | с   | Неприкасаемые                        | The Untouchables                    | 3 эпизода                                         |
| 1962      | с   | Сёрфсайд 6                           | Surfside 6                          | 1 эпизод                                          |
| 1962      | с   | Стоуни Бёрк                          | Stoney Burke                        | 1 эпизод                                          |
| 1962—1969 | с   | Дымок из ствола                      | Gunsmoke                            | 6 эпизодов                                        |
| 1963      | с   | Великое приключение                  | The Great Adventure                 | 1 эпизод                                          |
| 1963      | с   | Дакоты                               | The Dakotas                         | 1 эпизод                                          |
| 1963      | с   | Сансет-Стрип, 77                     | 77 Sunset Strip                     | 1 эпизод                                          |
| 1963      | с   | Сыромятная плеть                     | Rawhide                             | 1 эпизод                                          |
| 1963—1968 | с   | Бонанза                              | Bonanza                             | 5 эпизодов                                        |
| 1964      | с   | Час Альфреда Хичкока                 | The Alfred Hitchcock Hour           | 1 эпизод                                          |
| 1964      | с   | За гранью возможного                 | The Outer Limits                    | 1 эпизод                                          |
| 1964      | с   | Беглец                               | The Fugitive                        | 1 эпизод                                          |
| 1964—1969 | с   | Виргинцы                             | The Virginian                       | 4 эпизода                                         |
| 1965      | с   | Не время для сержантов               | No Time for Sergeants               | 1 эпизод                                          |
| 1966      | тф  | Полёт в судный день                  | The Doomsday Flight                 | Ситон                                             |
| 1966      | с   | Ларедо                               | Laredo                              | 1 эпизод                                          |
| 1966—1967 | с   | Пейтон-Плейс                         | Peyton Place                        | Джек Чандлер, 45 эпизодов                         |
| 1966—1969 | с   | Дэниэл Бун                           | Daniel Boone                        | 2 эпизода                                         |
| 1968      | с   | Дикий дикий запад                    | The Wild Wild West                  | 1 эпизод                                          |
| 1968      | с   | Захватчики                           | The Invaders                        | 1 эпизод                                          |
| 1968      | с   | Защитник Джадд                       | Judd for the Defense                | 2 эпизода                                         |
| 1968      | с   | Лансер                               | Lancer                              | 1 эпизод                                          |
| 1970      | тф  | Ночные рабы                          | Night Slaves                        | мистер Флетчер                                    |
| 1970      | с   | Международный аэропорт Сан-Франциско | San Francisco International Airport | 1 эпизод                                          |
| 1971      | с   | Отважные: адвокаты                   | The Bold Ones: The Lawyers          | 1 эпизод                                          |
| 1971      | с   | Монти Нэш                            | Monty Nash                          | 2 эпизода                                         |
| 1971—1972 | с   | Под именами Смит и Джонс             | Alias Smith and Jones               | 3 эпизода                                         |
| 1972      | с   | Лонгстрит                            | Longstreet                          | 2 эпизода                                         |
| 1972      | тф  | Бравос                               | The Bravos                          | старший сержант Марси                             |
| 1974      | ф   | Нож для дам                          | A Knife for the Ladies              | Холлифилд                                         |
| 1974      | с   | Полицейская история                  | Police Story                        | 1 эпизод                                          |
| 1977      | с   | Коджак                               | Kojak                               | 1 эпизод                                          |
| 1975      | тф  | Молчание                             | The Silence                         | президент суда                                    |
| 1981      | тф  | Штат Кент                            | Kent State                          |                                                   |
| 1986      | ф   | Фиалки синие                         | Violets Are Blue                    | Ральф Сойер                                       |
| 1986      | ф   | Сироты                               | Orphans                             | Барни                                             |
| 1986      | тф  | Слепое правосудие                    | Blind Justice                       | отец Джима                                        |
| 1987      | с   | Сент-Элсвер                          | St. Elsewhere                       | Генри Спунер, 4 эпизода                           |
| 1989      | тф  | Якова я возлюбил                     | Jacob Have I Loved                  | капитан Уоллес                                    |
| 1990      | с   | Умник                                | Wiseguy                             | 1 эпизод                                          |